# قلمرو بانالیا

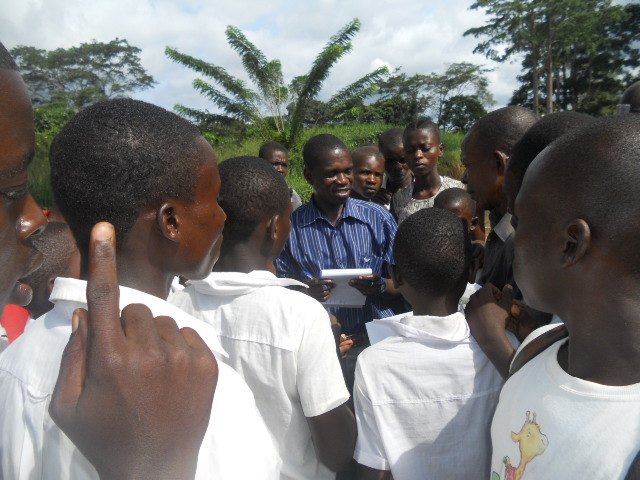
مردم قلمرو بانالیا

قلمرو بانالیا (به لاتین: Banalia Territory) یک منطقهٔ مسکونی در جمهوری دموکراتیک کنگو است که در تاشو واقع شده‌است.